# Das Wiegenlied
Das Wiegenlied è un film muto del 1916 diretto da Max Mack.

## Produzione
Il film fu prodotto dalla Greenbaum-Film GmbH (Berlin).

## Distribuzione
Con il visto di censura del dicembre 1915, uscì nelle sale cinematografiche tedesche il 12 aprile 1916.